# 伏彩瑞
伏彩瑞（1979年6月22日—），英文名：Arnold Fu，江苏省连云港市人，中国企业家，沪江创始人兼首席执行官。

## 人物经历
2001年，当时还是上海理工大学大三学生的伏彩瑞创办了沪江语林论坛。2001年到2005年间，沪江语林历经5年公益化运营，是当时全国受欢迎的免费外语学习资源社区。2006年，伏彩瑞从上海理工大学毕业，期间先后获得英语（金融与投资）学士、英语语言学硕士。

## 创业经历
1. 2006年，沪江网已积累过20万注册用户，伏彩瑞选择把沪江从公益转为商业化运作，以8人创始团队、8万元资金起步，开启了沪江的公司化运营。
2. 2009年，正值金融危机，伏彩瑞带领团队创建互动外语学习平台——沪江网校。沪江网校迅速成为中国受欢迎的在线学习平台[誰說的？]。
3. 随着移动互联网的不断兴起，他又带着沪江团队推出多款移动端产品，构建移动学习生态圈。短短两年时间便汇聚了超过5000万移动学习者，让人们更方便地学习。
4. 2014年，伏彩瑞召集千名互联网教育创业者、投资人等多方领军人物[谁？]成立“互联网教育产业发展联盟——iEDU教育联盟”。
5. 2015年，伏彩瑞牵头成立中国互联网教育创客空间——蚂蚁创客空间，发起专注于互联网教育行业投资两支基金：5000万规模的蚂蚁雄兵天使基金和3亿规模的互元基金，扶持互联网教育创业者，与创业者共同构建互联网教育产业生态圈。[3]

## 职务
- 沪江董事长兼首席执行官
- 上海市信息化青年人才协会副会长
- 上海经信委知联会副会长
- 21世纪教育研究院理事[4]